# Marco (série télévisée d'animation)
Pour les articles homonymes, voir Marco.
Marco (母をたずねて三千里, Haha wo tazunete sanzenri) est une série anime en 52 épisodes diffusée en 1976 et réalisée par Isao Takahata. Elle est basée en partie sur une partie du roman Cuore (« Cœur » en italien) de l'écrivain Edmondo De Amicis, plus précisément du conte Dagli Appennini alle Ande (« Des Apennins aux Andes »).
Dans les années 1980 on fit de la série un film utilisant les images de la série, et en 1999 Nippon Animation, producteur de la série, fit une autre version.
La série fut doublée en plusieurs langues et devint très populaire dans certains pays, dont le Portugal, le Brésil, l'Israël et l'Espagne. En Israël la série est appelée HaLev (« Cœur »), mais dans la plupart des pays européens et en Amérique latine on trouve le titre Marco, et le titre anglophone est 3000 Leagues in Search of Mother.

## Trame
Pendant une dépression économique en 1881 à Gênes (Italie), la mère du petit Marco va en Argentine travailler comme bonne. Les lettres d'elle cessent d'arriver peu après qu'elle indique qu'elle est malade. Le film raconte le voyage que Marco entreprend pour trouver sa mère.

## Personnages

### Personnages principaux
- Marco Rossi : le personnage principal, un petit garçon
- Anna Rossi : la mère de Marco
- Pietro Rossi : le père de Marco
- Antonio « Tonio » Rossi : le frère de Marco
- Amedeo : le petit singe de Tonio qui accompagne Marco
- Peppino : homme qui anime un spectacle de marionnettes avec ses trois filles
- Fiorina : amie de Marco en Italie, seconde fille de Peppino
- Giulietta : fille cadette de Peppino

### Personnages secondaires
- Emilio : le meilleur ami de Marco en Italie
- Concetta : fille aînée de Peppino
- Gina Cristini : premier employeur de Marco, à la compagnie maritime
- M. Guillioti : second employeur de Marco, fabricant de bouteilles

## Musique de la série
Musique de Kôichi Sakata.

### Version japonaise
- Thème du générique du début : Sôgen no Marco, chanté par Kumiko Ōsugi
- Thème du générique de fin : Kaasan ohayô, chanté par Kumiko Ōsugi

### Version israélienne
- Thème du générique du début : HaLev, chanté par Ilanit

## Films

### Premier film
母をたずねて三千里 (Haha wo tazunete sanzenri)
Il s'agit d'un film long de 107 minutes édité par ceux qui travaillèrent sur la série, avec des images de la série. Sortie en salles le 19 juillet 1980, distribué par Toho-Towa aux cinémas Toho Yoga.

### Second film
Marco 母をたずねて三千里 (Maruko haha wo tazunete sanzenri)
C'est un remake, long de 98 minutes, du film précédent, qui était basé sur la série. La plupart des personnes travaillant dessus ne travaillèrent pas pour la série ou le premier film.
Sortie le 9 avril 1999, distribué par Shokichu.